# Château Camponeschi
Le château Camponeschi est un château situé dans la ville de Prata d'Ansidonia, province de L'Aquila, dans les Abruzzes.

## Histoire

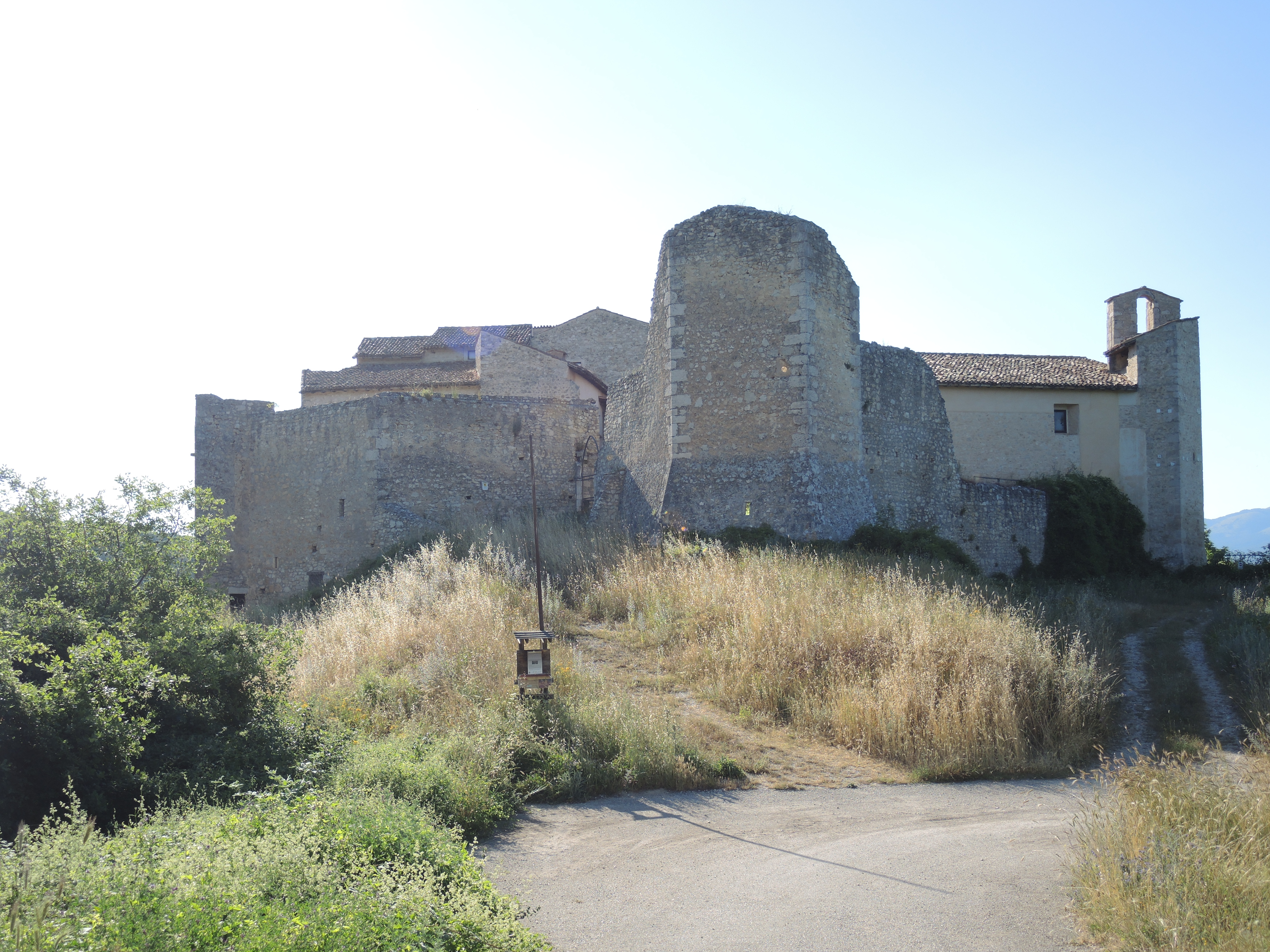
Vue d'ensemble du village depuis l'entrée ouest

Le bourg fut édifié à partir du XIIIe siècle, puis remanié au XVe siècle, et représentait l'original castrum de Prata. Il fut mentionné pour la première fois en 1508 sous le nom de "Castrum S. Petri Camponeschi". La tradition veut que le bourg ait été construit à l'époque de l'édification de l'église Saint-Paul de Peltuinum, et que le fief soit ensuite passé entre les mains de la noble famille aquilane des Camponeschi. Après divers changements de propriété à l'époque espagnole, le château devint le fief de la famille Nardis de 1634 à 1806, année de la mise en œuvre des lois abolissant le féodalisme.
Il resta habité jusqu'en 1963, lorsque la dernière famille s'installa à Prata. De 2003 à 2008, il fit l'objet d'une importante opération de restauration, qui fut toutefois interrompue en raison du séisme de L'Aquila de 2009 et ne reprit jamais. Grâce à un partenariat entre la commune de Prata d'Ansidonia et le Conseil régional des Abruzzes, de nouveaux travaux de récupération ont commencé en janvier 2023 pour achever la restauration, financés par des fonds du Plan National de Relance et de Résilience.

## Caractéristiques
L'enceinte est constituée d'un mur rectangulaire avec des vestiges de tours, reliées à des habitations et des palais. Les deux portes médiévales donnant accès au cardo et au decumanus sont parfaitement conservées. La porte ouest est également flanquée d'un grand donjon coupé à mi-hauteur et d'une église, aujourd'hui désacralisée, dédiée à Saint Pierre.
Le château Camponeschi est similaire au modèle toscan de Monteriggioni, où les habitations sont complètement séparées de l'enceinte. Les murs conservent des traces de six tours périmétrales de plan quadrangulaire. Après le séisme de 2009, les travaux de restauration du bourg et du château ont été interrompus et n'ont jamais repris, si bien que le village est à moitié restauré tandis que l'autre moitié est en ruine. Il nécessite encore la finalisation des travaux de récupération, qui en 2020 n'étaient cependant pas encore commencés.
Église de Saint-Pierre
Le style est roman tardif: la façade est en pierre à couronnement horizontal, de forme carrée, suivant le style typique d'Aquila; avec deux portails et deux petits rosaces, un portail est de style Renaissance avec un linteau en pierre et un fronton triangulaire; en ligne droite, un oculus est placé au centre de la façade. L'intérieur est divisé en deux nefs avec des piliers en pierre et des arcs en plein cintre; sur les côtés se trouvent des chapelles avec des autels en tabernacle maniériste de style gréco-classique, et le clocher est intégré dans l'une des tours, terminée en clocher-mur, fruit d'une reconstruction postérieure.
Porte d'accès ouest
La porte est parfaitement conservée et présente un aspect classique d'arc ogival gothique, elle est flanquée d'un donjon pentagonal irrégulier.
Palais noble
Le bourg intérieur est composé de petites maisons rurales d'une seule pièce, et de deux habitations plus complexes: les palais nobles. La structure du palais est médiévale et en maçonnerie, avec le style typique du Quattrocento.

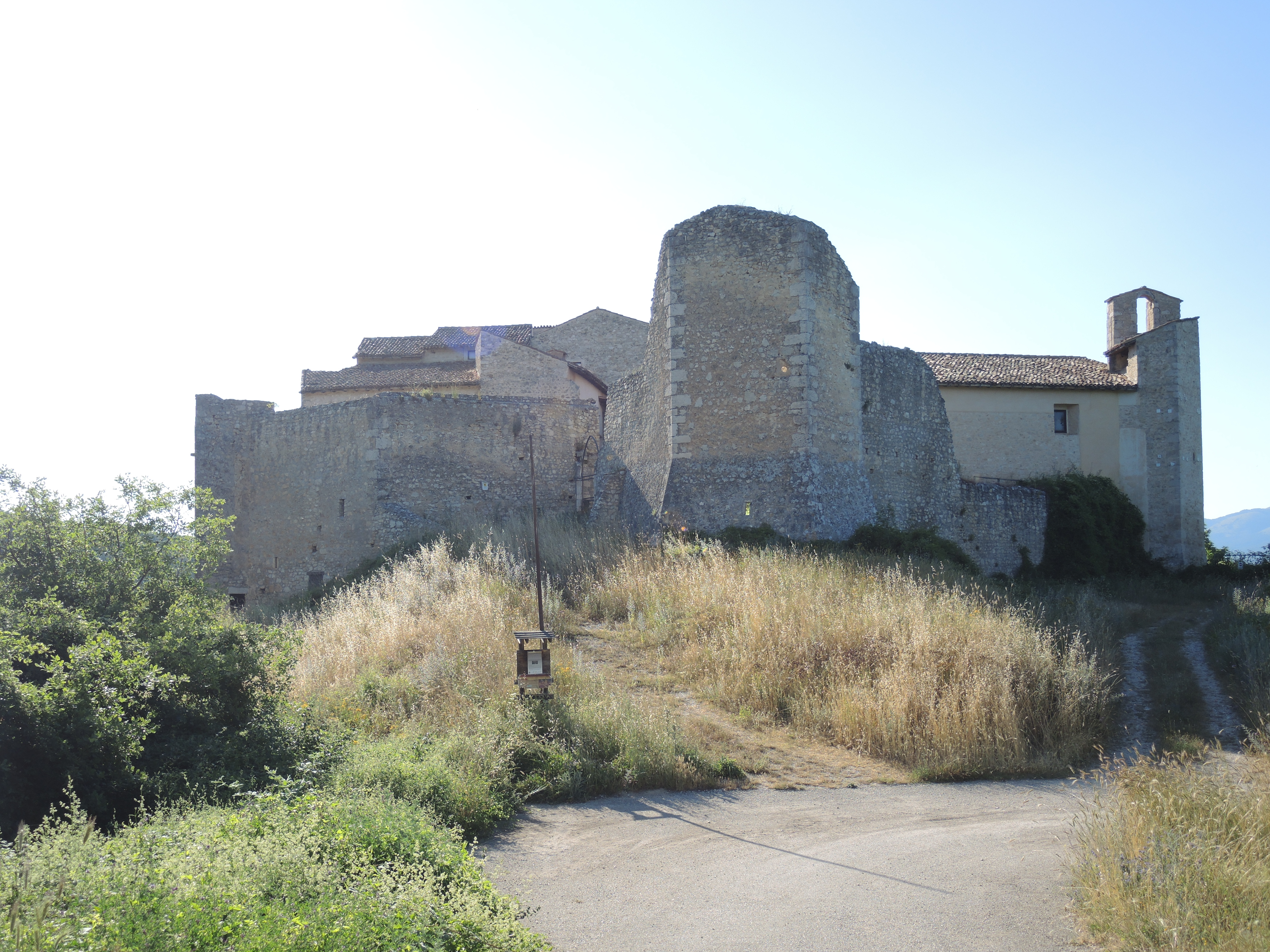
Vue d'ensemble du village depuis l'entrée ouest
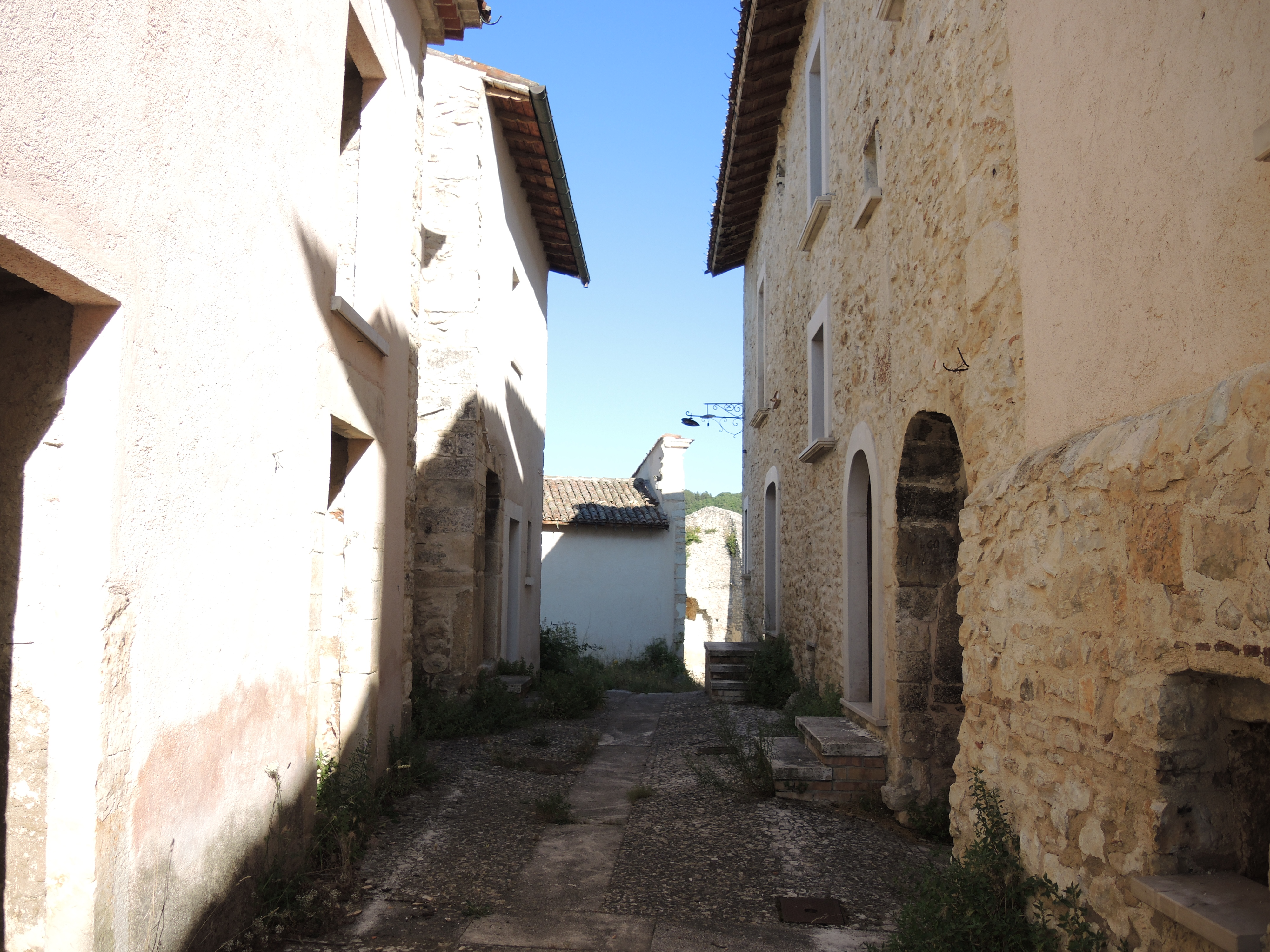
Maisons de la via Camponeschi
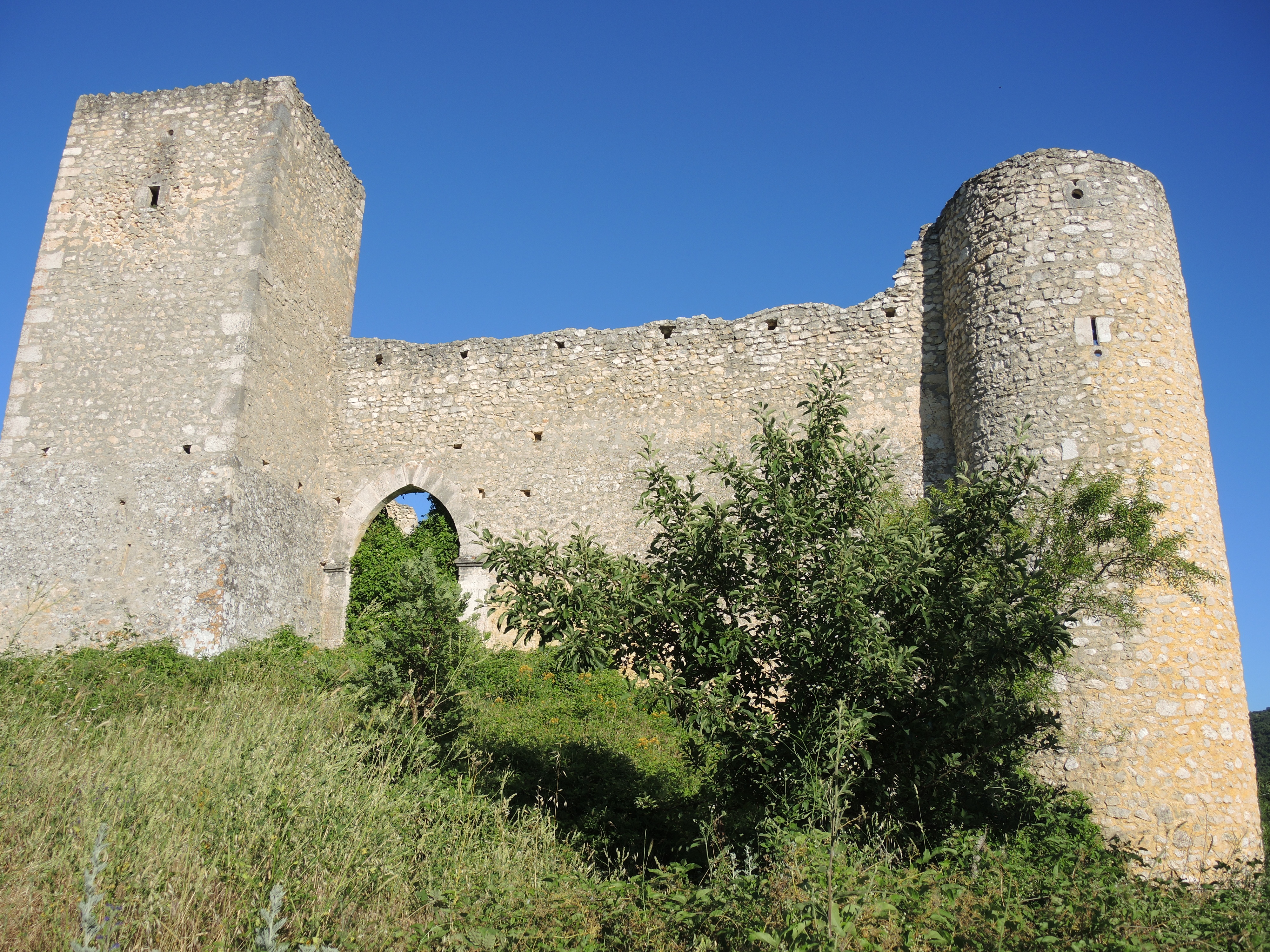
Murs, donjon et porte gothique de la via Camponeschi
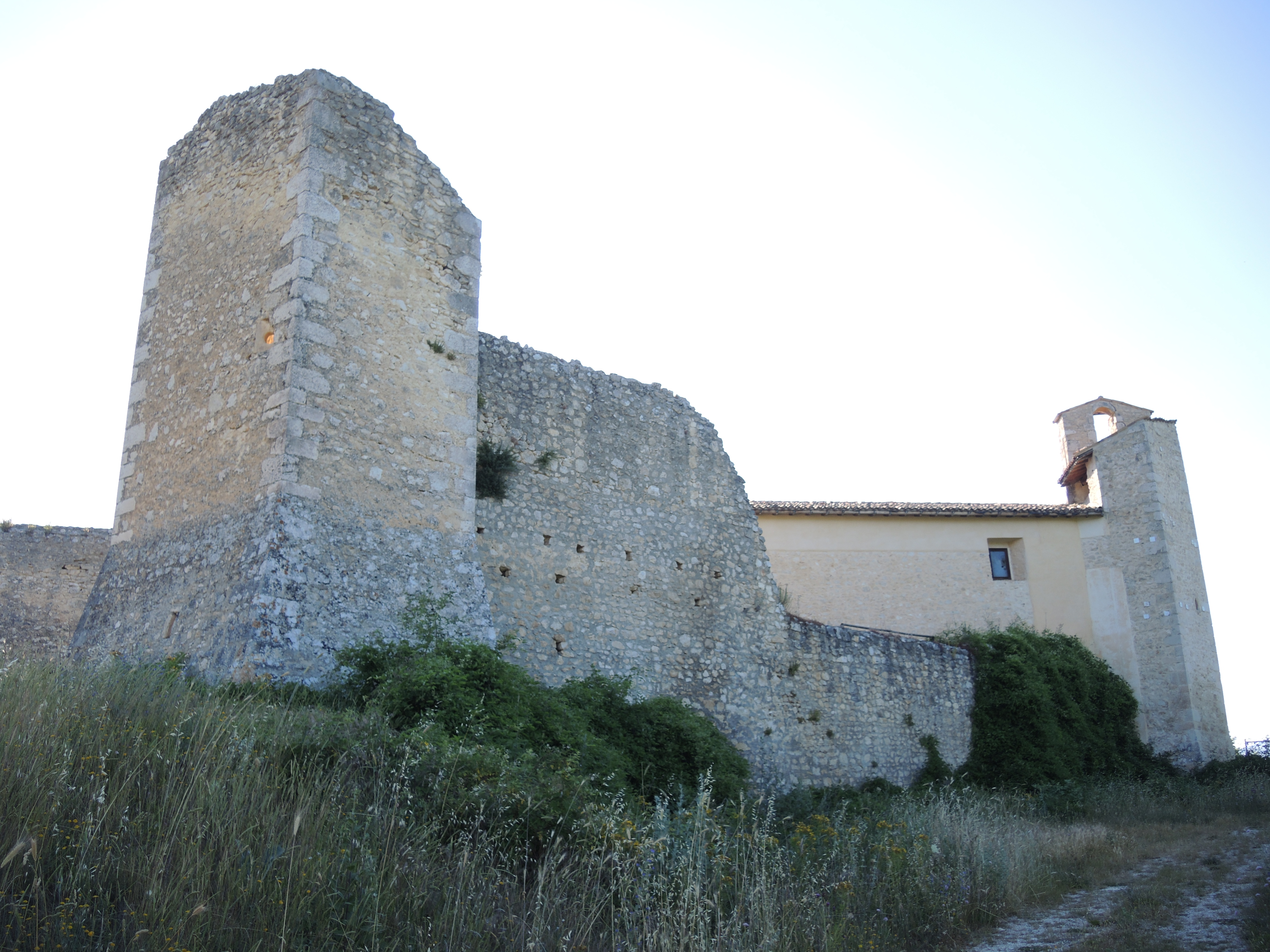
Donjon et église
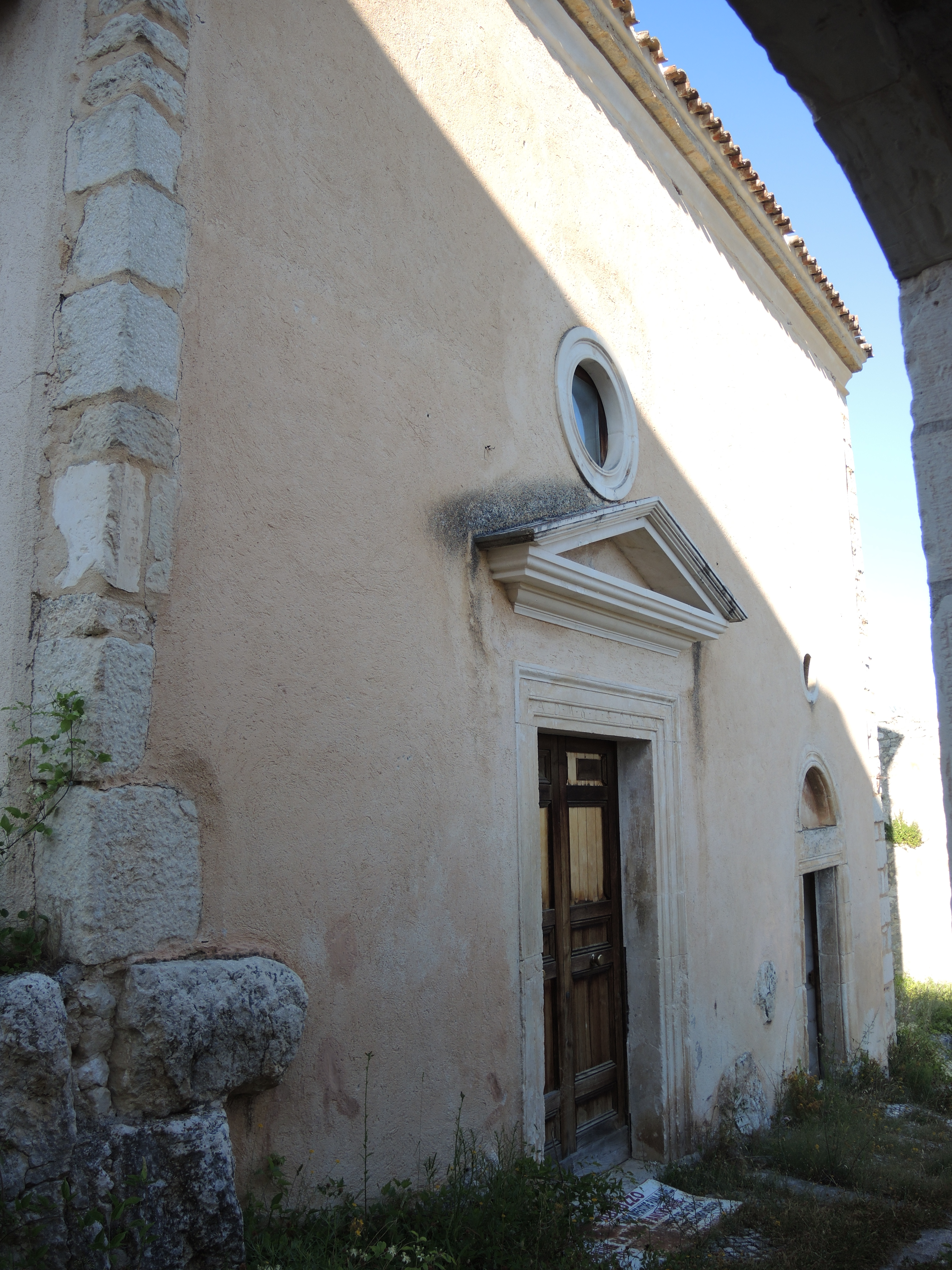
Église de Saint-Pierre
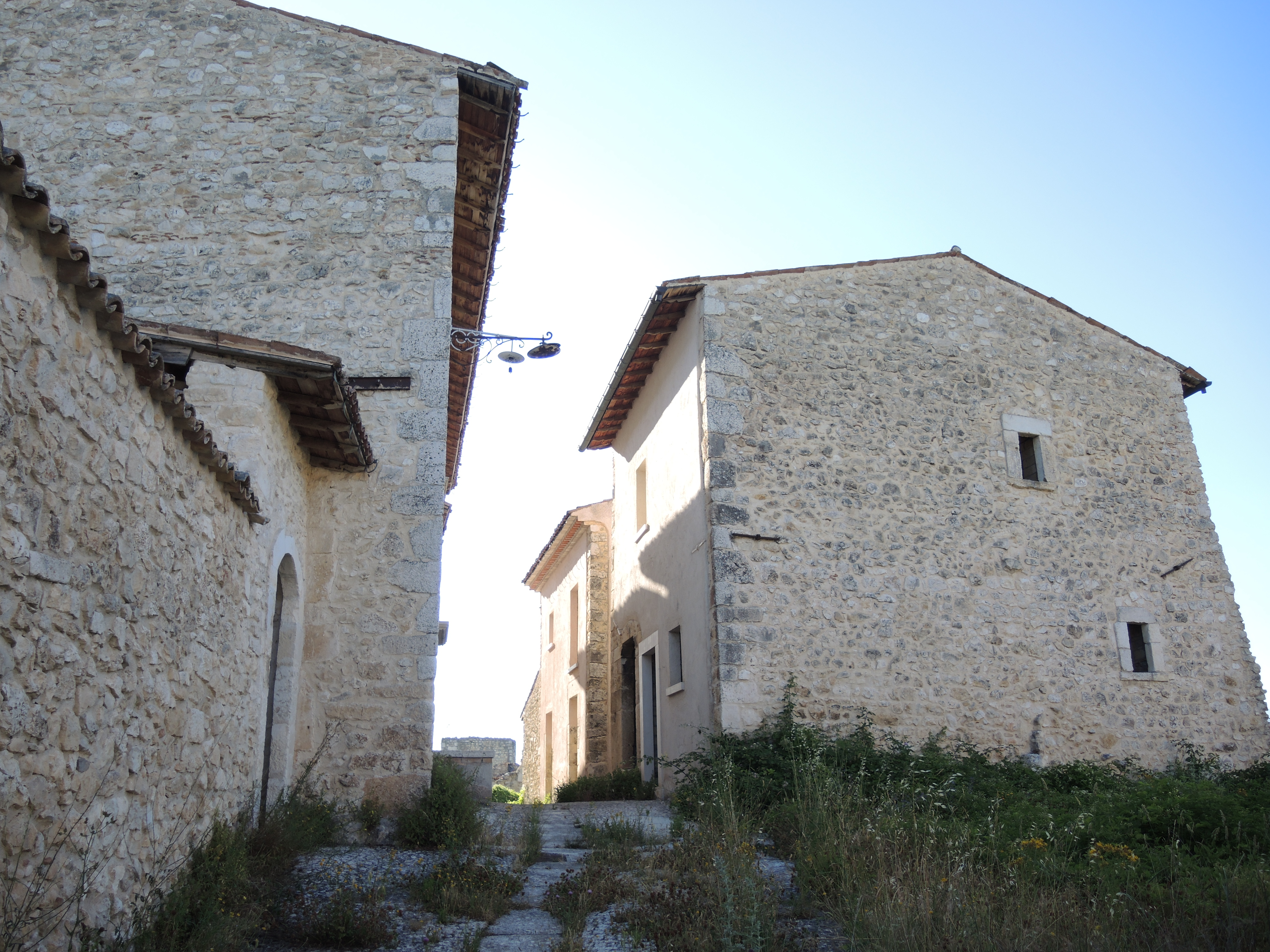
Maisons à l'intérieur du bourg

Bourg intérieur
Les maisons à l'intérieur sont très simples, en maçonnerie, et sont reliées entre elles par des arcs; une route traverse le village depuis la porte gothique ouest : la via Camponeschi, et traverse la place de l'église; la partie arrière de la même église est renforcée par les murs d'enceinte, avec un donjon qui se transforme en clocher.